# Европейска награда за есеистика Шарл Вейон
Европейската награда за есеистика на името на Шарл Вейон (на френски: Le Prix Européen de l'Essai Charles Veillon) е учредена в памет на швейцарския меценат Шарл Вейон (1900 – 1971).
Присъжда се от членовете на Фонда „Шарл Вейон“  на европейски автор за скоро публикувано произведение или за цялостно творчество, което има стойността на свидетелство и предлага образец на ползотворна критика на съвременните общества, на техните идеологии и начин на живот. Важно е творбите на наградените автори да имат насоченост към широка неспециализирана публика.
Паричният израз на наградата е 30 хиляди швейцарски франка.

## Избрани лауреати на наградата
- 1975 – Жак Елюл – за Trahison de l’Occident, Paris, Calmann-Lévy, 1975
- 1976 – Ернст Фридрих Шумахер – за Small is Beautiful, London, Blond & Briggs, 1973
- 1977 – Александър Зиновиев – за Les Hauteurs béantes, Lausanne, L’Âge d’Homme, 1977
- 1978 – Роже Кайоа – за Le Fleuve Alphée, Paris, Gallimard, 1978
- 1979 – Манес Шпербер – за Churban, oder die unfassbare Gewissheit, Wien, Europa, 1979
- 1980 – Лешек Колаковски – за цялостно творчество
- 1981 – Норберто Бобио – за цялостно творчество
- 1982 – Жан Старобински – за Montaigne en mouvement, Paris, Gallimard, 1982
- 1983 – Ларш Густафсон – за цялостно творчество
- 1984 – Ален Финкелкрот – за La Sagesse de l’amour, Paris, Gallimard, 1984
- 1985 – Дьорд Конрад – за Antipolitik. Mitteleuropäische Meditationen, Frankfurt am Main, Suhrkamp, 1985
- 1986 – Изо Камартин – за Nichts als Worte? Plädoyer für Kleinsprachen, Zürich, Artemis, 1985
- 1987 – Едгар Морен – за цялостно творчество
- 1988 – Едуардо Лоуренсо – за цялостно творчество
- 1989 – Тимъти Гартън Аш – за The Uses of Adversity. Essays on the Fate of Central Europe, London, Granta Books, 1989
- 1990 – Карл Шльогел – за цялостно творчество
- 1991 – Роберто Каласо – за Les Noces de Cadmos et Harmonie, Paris, Gallimard, 1991
- 1992 – Предраг Матвеевич – за Bréviaire méditerranéen, Paris, Fayard, 1992
- 1993 – Джейн Крамър – за Européens, tome 1, Paris, Grasset, 1990, et tome 2: Des cités et des hommes, Paris, Grasset, 1991
- 1994 – Джевад Карахасан – за Un déménagement, Paris, Calmann-Lévy, 1994
- 1995 – Етиен Барийе – за Contre le Nouvel Obscurantisme. Éloge du progrès, Geneva, Zoé-Hebdo, 1995
- 1996 – Дубравка Угрешич – за Die Kultur der Lüge, Frankfurt am Main, Suhrkamp, 1995
- 1997 – Карл-Маркус Гаус – за Das Europäische Alphabet, Wien, Paul Zsolnay, 1997
- 1998 – Цветан Тодоров – за Benjamin Constant. La passion démocratique, Paris, Hachette, 1997
- 1999 – Амин Маалуф – за Les Identités meurtrières, Paris, Grasset, 1998
- 2000 – Петер Биксел – за Alles von mir gelernt. Kolumnen 1995 – 1999, Frankfurt am Main, Suhrkamp, 2000
- 2001 – Жан Клод Гибо – за Le Principe d’humanité, Paris, Seuil, 2001
- 2002 – Петер фон Мат – за Die tintenblauen Eidgenossen, München, Hanser, 2001
- 2003 – Ален де Ботон – за L’Art du voyage, Paris, Mercure de France, 2003
- 2004 – Мартин Майер – за Krieg der Werte. Wie wir leben, um zu überleben, Zürich, Nagel & Kimche, 2003
- 2005 – Александра Лениел-Лавастен – за Esprits d’Europe, Paris, Calmann-Lévy, 2005
- 2006 – Джорджо Агамбен – за цялостно творчество
- 2007 – Ян Асман – за цялостно творчество
- 2008 – Петер Слотердайк – за Zorn und Zeit, Frankfurt am Main, Suhrkamp, 2006
- 2009 – Клаудио Магрис – за цялостно творчество
- 2010 – Жан-Клод Матийо – за Écrire, inscrire, Paris, José Corti, 2010
- 2012 – Хайнц Висман – за Penser entre les langues, Paris, Albin Michel, 2012
- 2013 – Харалд Вайнрих – за цялостно творчество
- 2016 – Ричард Сенет – за Ensemble: pour une éthique de la coopération, Paris, A. Michel, 2013 (ориг. заглавие: Together: the rituals, pleasures and politics of cooperation)
- 2018 – Марсел Гоше – за цялостно творчество
- 2019 – Сири Хуствет – за Les Mirages de la certitude, 2018
- 2020 – Алесандро Барико – за Игра / The Game, 2019
- 2021 – Джони Питс – за Afropeans, Notes from Black Europe, 2019
- 2022 – Мона Шоле – за Réinventer l'amour, 2021
- 2023 – Арундати Рой – за цялостно творчество
- 2024 – Дипеш Чакрабарти – за Après le changement climatique, penser l’histoire
- 2025 – Бенедикт Савой – за À qui appartient la beauté?